# Eleccions legislatives russes de 2003
Les Eleccions legislatives russes de 2003 es van celebrar el 7 de desembre per escollir els 450 membres de la Duma Estatal. Van ser les primeres en les que va participar Rússia Unida després de la seva formació, ocupant un lloc predominant a la política russa des de llavors. En conseqüència, la seva nova hegemonia va fer perdre representació a la majoria de partits, com el PCFR, Iàbloko, el SPS o els candidats independents.

## Resultats
|        |                                                |              |              |              |             |            |            |           |
| Partit | Partit                                         | Proporcional | Proporcional | Proporcional | Uninominal  | Uninominal | Uninominal | Total     |
| Partit | Partit                                         | Vots         | %            | #            | Vots        | %          | #          | Total     |
|        | Rússia Unida                                   | 22.776.294   | 38.16        | 120          | 14.123.625  | 23.95      | 103        | 223 / 450 |
|        | Partit Comunista de la Federació Russa         | 7.647.820    | 12.81        | 40           | 6.577.598   | 11.15      | 12         | 52 / 450  |
|        | Partit Liberal Democràtic de Rússia            | 6.944.322    | 11.64        | 36           | 1.860.905   | 3.16       | 0          | 36 / 450  |
|        | Unió Patriòtica Nacional - Pàtria              | 5.470.429    | 9.17         | 29           | 1.719.147   | 2,92       | 8          | 37 / 450  |
|        | Iàbloko                                        | 2.610.087    | 4.37         | 0            | 1.580.629   | 2,68       | 4          | 4 / 450   |
|        | Unió de Forces de Dreta                        | 2.408.535    | 4.04         | 0            | 1.764.290   | 2,99       | 3          | 3 / 450   |
|        | Partit Agrari Rus                              | 2.205.850    | 3,70         | 0            | 1.104.974   | 1,87       | 2          | 2 / 450   |
|        | Partit Rus dels Pensionistes - PSS             | 1.874.973    | 3.14         | 0            | 342.891     | 0,58       | 0          | 0 / 450   |
|        | Partit del Renaixement - Partit Rus de la Vida | 1.140.413    | 1,91         | 0            | 1.584.904   | 2,69       | 3          | 3 / 450   |
|        | Partit Popular de la Federació Russa           | 714.705      | 1.20         | 0            | 2.677.889   | 4,54       | 17         | 17 / 450  |
|        | Partit conceptual "Unitat"                     | 710.721      | 1.19         | 0            | 9.334       | 0,02       | 0          | 0 / 450   |
|        | Nou curs - Automòbil Rússia                    | 509.302      | 0,85         | 0            | 222.090     | 0,38       | 1          | 1 / 450   |
|        | Per la Santa Rússia                            | 298.826      | 0,50         | 0            | 59.986      | 0,10       | 0          | 0 / 450   |
|        | Partit Ecològic Rus "Els Verds"                | 253.985      | 0,43         | 0            | 69.585      | 0,12       | 0          | 0 / 450   |
|        | Desenvolupament de l'empresa                   | 212.827      | 0,36         | 0            | 237.527     | 0,40       | 1          | 1 / 450   |
|        | Gran Rússia – Unió Eurasiàtica                 | 170.796      | 0,29         | 0            | 464.602     | 0,79       | 1          | 1 / 450   |
|        | Patriotes genuïns de Rússia                    | 149.151      | 0,25         | 0            | 2.564       | 0,00       | 0          | 0 / 450   |
|        | Partit de la Pau i la Unitat                   | 148.954      | 0,25         | 0            | 10.664      | 0,02       | 0          | 0 / 450   |
|        | Russos Units - Partit de la Rus                | 147.441      | 0,25         | 0            | 570.453     | 0,97       | 0          | 0 / 450   |
|        | Partit Democràtic de Rússia                    | 136.295      | 0,23         | 0            | 94.810      | 0,16       | 0          | 0 / 450   |
|        | Partit Democràtic Constitucional Rus           | 113.190      | 0,19         | 0            | -           | -          | -          | 0 / 450   |
|        | Unió de Persones per l'Educació i la Ciència   | 107.448      | 0,18         | 0            | 16.111      | 0,03       | 0          | 0 / 450   |
|        | Partit Republicà Popular                       | 80.420       | 0,13         | 0            | 2.995       | 0,01       | 0          | 0 / 450   |
|        | Independents                                   | –            | –            | –            | 15.843.626  | 26.86      | 67         | 67 / 450  |
|        | Altres                                         | -            | -            | -            | 288.866     | 0,49       | 0          | 0 / 450   |
|        |                                                |              |              |              |             |            |            |           |
|        | Total                                          | 60.633.177   | 100          | 225          | 60.222.554  | 100        | 225        | 450       |
|        | Inscrits/participació                          | 108.906.250  | 55,67        | –            | 108.906.250 | 55.30      | –          | –         |